# Vanja Šiljak
Vanja Šiljak (* 20. Februar 1995 in Kranj) ist eine slowenische Fußballspielerin und Karateka.

## Karriere

### Verein
Šiljak startete ihre Karriere beim ŽNK Triglav Kranj. Im Sommer 2009 verließ sie Triglav Kranj und wechselte in die 1. SZNL zum ŽNK Velesovo Kamen Jerič. Dort gab sie ihr Seniorendebüt am 21. März 2010 gegen ŽNK HV TOUR Slovenj Gradec und erzielte beim 4:2-Sieg zwei Tore.

### Nationalmannschaft
Šiljak ist A-Nationalspielerin von Slowenien. Zuvor spielte sie sechs UEFA-Länderspiele für die slowenische U-19 und zwei für die slowenische U-17-Nationalmannschaft.

## Persönliches
Šiljak war erfolgreiche Karateka beim Karate klub Shotokan Kranj und gewann beim Grand Prix 2009 in Samobor, die Goldmedaille in ihrer Altersklasse der 14- bis 15-Jährigen, bei 47 Kilogramm. Ihre Fußball-Nationalmannschaftskollegin Sara Ketiš war bei der Junioren-Weltmeisterschaft 2008 in Kobe und Osaka, eine ihrer Gegnerinnen.